# Neptis cartica
Neptis cartica är en fjärilsart som beskrevs av Moore 1872. Neptis cartica ingår i släktet Neptis och familjen praktfjärilar. Inga underarter finns listade i Catalogue of Life.

## Bildgalleri

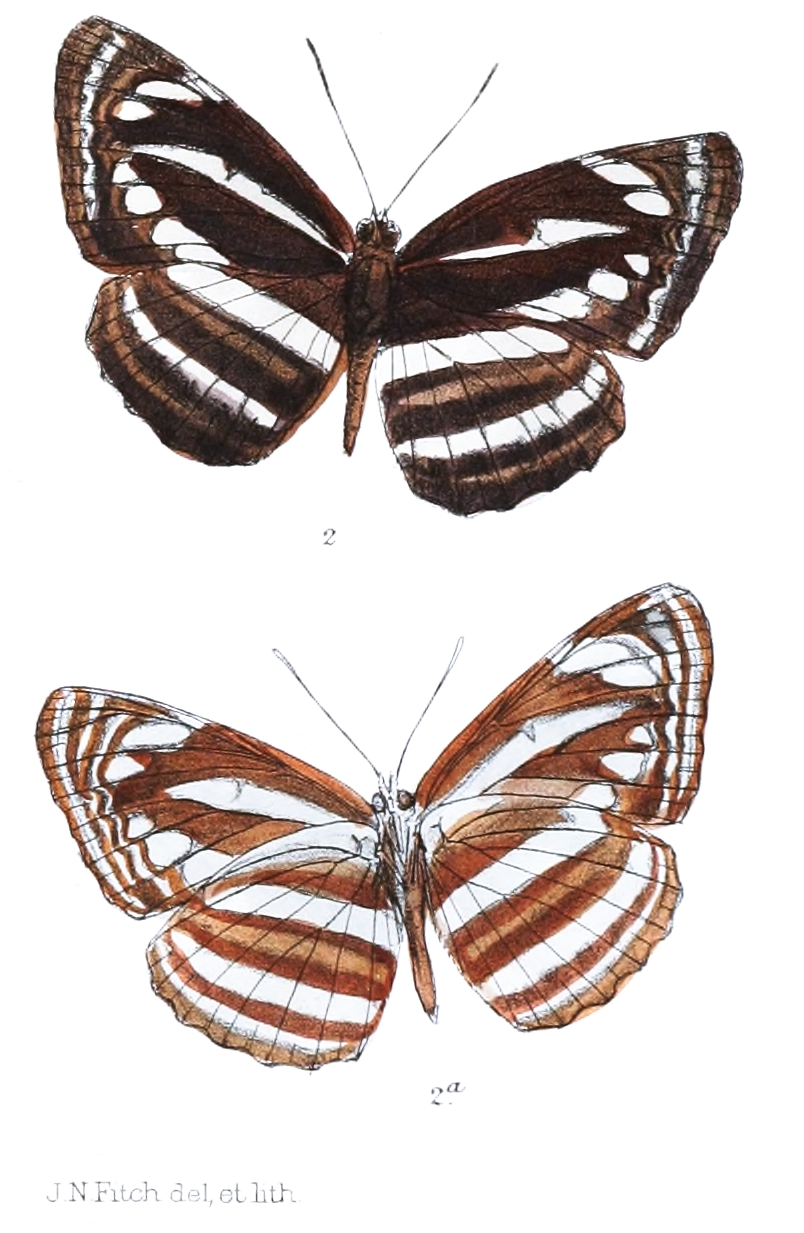
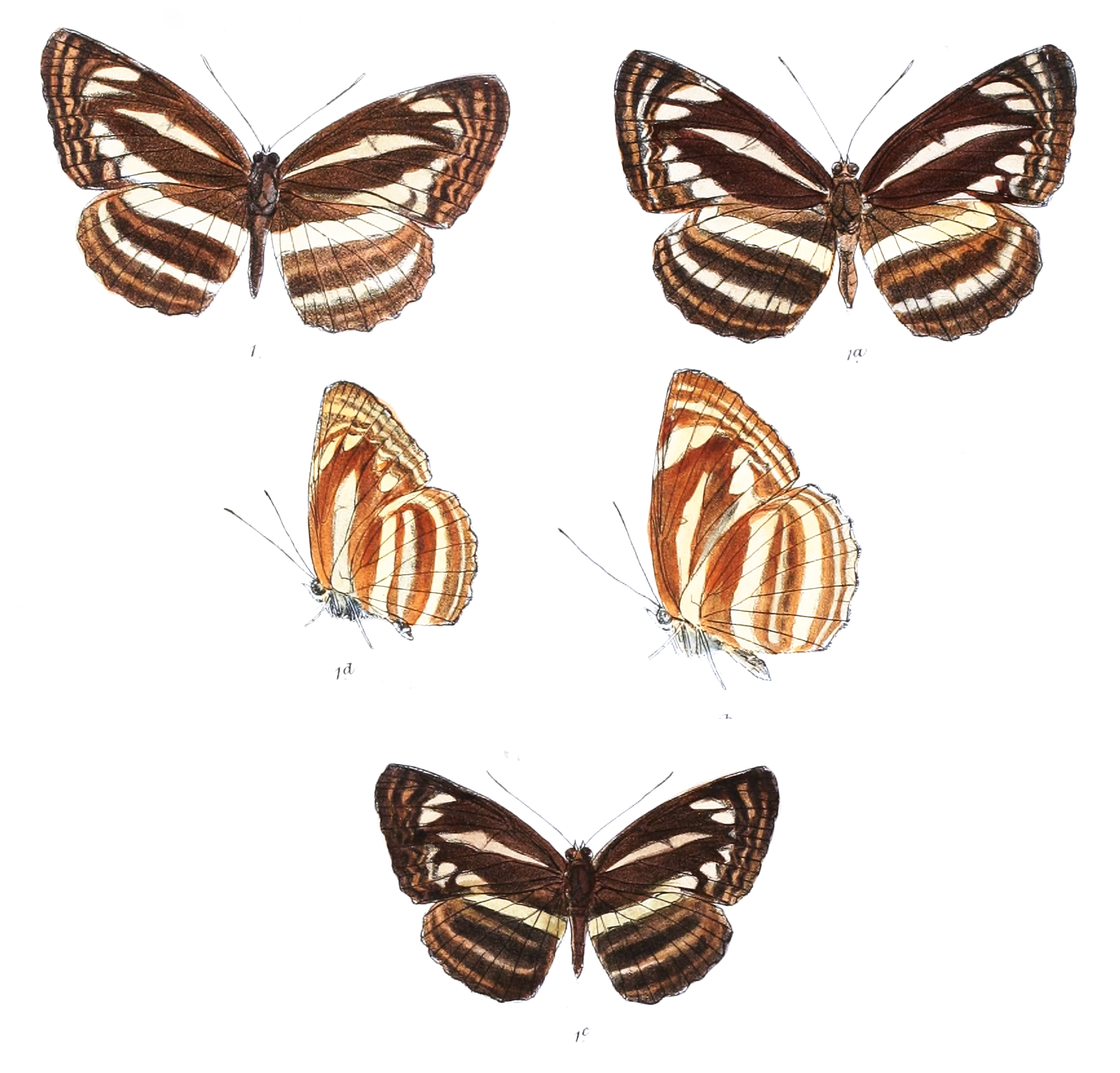